# Décès en octobre 2004
Décès
- 2000
- 2001
- 2002
- 2003
- 2004
- 2005
- 2006
- 2007
- 2008

Pour une information complémentaire, voir la page d'aide.

| Date        | Nom                            | Activités                                      | Âge | Source |
| ----------- | ------------------------------ | ---------------------------------------------- | --- | ------ |
| 1er octobre | Richard Avedon                 | Photographe de mode et portraitiste américain. | 81  | (en)   |
| 2 octobre   | Jean-Claude Annoux             | Auteur-compositeur-interprète français         | 65  |        |
| 2 octobre   | René Billères                  | Homme politique français                       | 94  |        |
| 2 octobre   | Roger-Edgar Gillet             | peintre français                               | 80  |        |
| 2 octobre   | Ashraf Rashid                  | Général pakistanais                            | 56  |        |
| 3 octobre   | Vernon Alley                   | Contrebassiste américain                       | 89  |        |
| 3 octobre   | Jacques Benveniste             | médecin et immunologiste français              | 69  |        |
| 3 octobre   | Tish Daija                     | compositeur et footballeur albanais            | 78  | en     |
| 3 octobre   | Janet Leigh                    | Actrice américaine.                            | 77  | (en)   |
| 4 octobre   | Gordon Cooper                  | astronaute américain                           | 77  |        |
| 4 octobre   | Willy Guhl                     | pionnier du design industriel suisse           | 89  |        |
| 5 octobre   | Rodney Dangerfield             | acteur et scénariste américain                 | 82  |        |
| 5 octobre   | Maurice Wilkins                | physicien britannique                          | 87  |        |
| 7 octobre   | Oscar Heisserer                | Footballeur international français.            | 90  |        |
| 8 octobre   | Georges Bayard                 | Écrivain français                              | 86  |        |
| 8 octobre   | Jacques Derrida                | Philosophe français                            | 74  |        |
| 8 octobre   | Jean Robin                     | joueur et entraîneur de football français      | 83  |        |
| 9 octobre   | Abdelhamid Bouchouk            | footballeur franco-algérien                    | 77  |        |
| 9 octobre   | Maxime Faget                   | ingénieur américain                            | 83  |        |
| 9 octobre   | Alberto Rizzo                  | danseur photographe de mode et peintre italien | 73  |        |
| 10 octobre  | François Bret                  | peintre français                               | 86  |        |
| 10 octobre  | Ken Caminiti                   | joueur de baseball américain                   | 41  |        |
| 10 octobre  | Christopher Reeve              | Acteur américain ayant interprété Superman     | 52  |        |
| 11 octobre  | Keith Miller                   | joueur de cricket et de football australien    | 84  |        |
| 12 octobre  | Claude Pichois                 | universitaire français                         | 79  |        |
| 13 octobre  | Maurice Marois                 | médecin français                               | 82  |        |
| 13 octobre  | Georges Oudot                  | peintre et sculpteur français                  | 76  |        |
| 14 octobre  | Claude Marti                   | publicitaire suisse                            | 77  |        |
| 15 octobre  | Jean Grandidier                | Footballeur français devenu entraîneur.        | 87  |        |
| 16 octobre  | Pierre Salinger                | journaliste et homme politique américain       | 79  |        |
| 17 octobre  | Michel Gillibert               | écrivain et homme politique français           | 59  |        |
| 17 octobre  | Brice Pelman                   | écrivain français                              | 80  |        |
| 18 octobre  | Hilaire Flandre                | homme politique français                       | 67  |        |
| 19 octobre  | George Daneel                  | rugbyman sud-africain                          | 100 |        |
| 22 octobre  | Pedro Vilardebo                | Coureur cycliste espagnol                      | 41  |        |
| 23 octobre  | Bill Nicholson                 | Footballeur international britannique.         | 85  | (en)   |
| 23 octobre  | George Silk                    | photographe de guerre américain                | 87  |        |
| 24 octobre  | James Hickey                   | cardinal américain                             | 84  |        |
| 24 octobre  | Roger Vilard                   | auteur de romans policiers français            | 83  |        |
| 25 octobre  | John Peel                      | journaliste et disc jockey britannique         | 65  |        |
| 27 octobre  | Pierre Béarn                   | poète français                                 | 102 |        |
| 27 octobre  | Paulo Sérgio Oliveira da Silva | Footballeur brésilien.                         | 30  | (en)   |
| 27 octobre  | René Owona                     | homme politique camerounais.                   | 67  |        |
| 28 octobre  | Michel Bernard                 | écrivain et éditeur français                   | 70  |        |
| 28 octobre  | Jimmy McLarnin                 | boxeur canadien                                | 96  |        |
| 29 octobre  | Jean-Jacques Brochier          | Journaliste français.                          | 64  |        |
| 29 octobre  | Alice Montagu-Douglas-Scott    | Princesse du Royaume-Uni.                      | 102 | (en)   |
| 31 octobre  | Faustino Delgado               | Footballeur international péruvien             | 83  |        |